# Österrikisk oxel
Österrikisk oxel (Sorbus austriaca) är en rosväxtart som först beskrevs av Günther von Mannagetta und Lërchenau Beck, och fick sitt nu gällande namn av Johan Teodor Hedlund. Enligt Catalogue of Life ingår österrikisk oxel i släktet oxlar och familjen rosväxter, men enligt Dyntaxa är tillhörigheten istället släktet oxlar och familjen rosväxter. Arten har ej påträffats i Sverige.
Artens naturliga utbredningsområde är bergstrakter i Österrike och på Balkan. I sistnämnda region hittas österrikisk oxel i Albanien, Bosnien och Hercegovina, Grekland, Kroatien, Montenegro, Nordmakedonien, Rumänien, Serbien och Slovenien. Den växer i områden som ligger 400 till 1700 meter över havet. Österrikisk oxel blev introducerad i norra Centraleuropa och Norden (förutom Finland och Island).
Sorbus austriaca kan vara en buske eller ett upp till 20 meter högt träd. Den ingår i skogar och i buskskogar.
För beståndet är inga hot kända. Hela populationen anses vara stabil. IUCN listar arten som livskraftig (LC).

## Underarter
Arten delas in i följande underarter:
- S. a. austriaca
- S. a. croatica
- S. a. hazslinszkyana
- S. a. serpentini